# 시나르카산

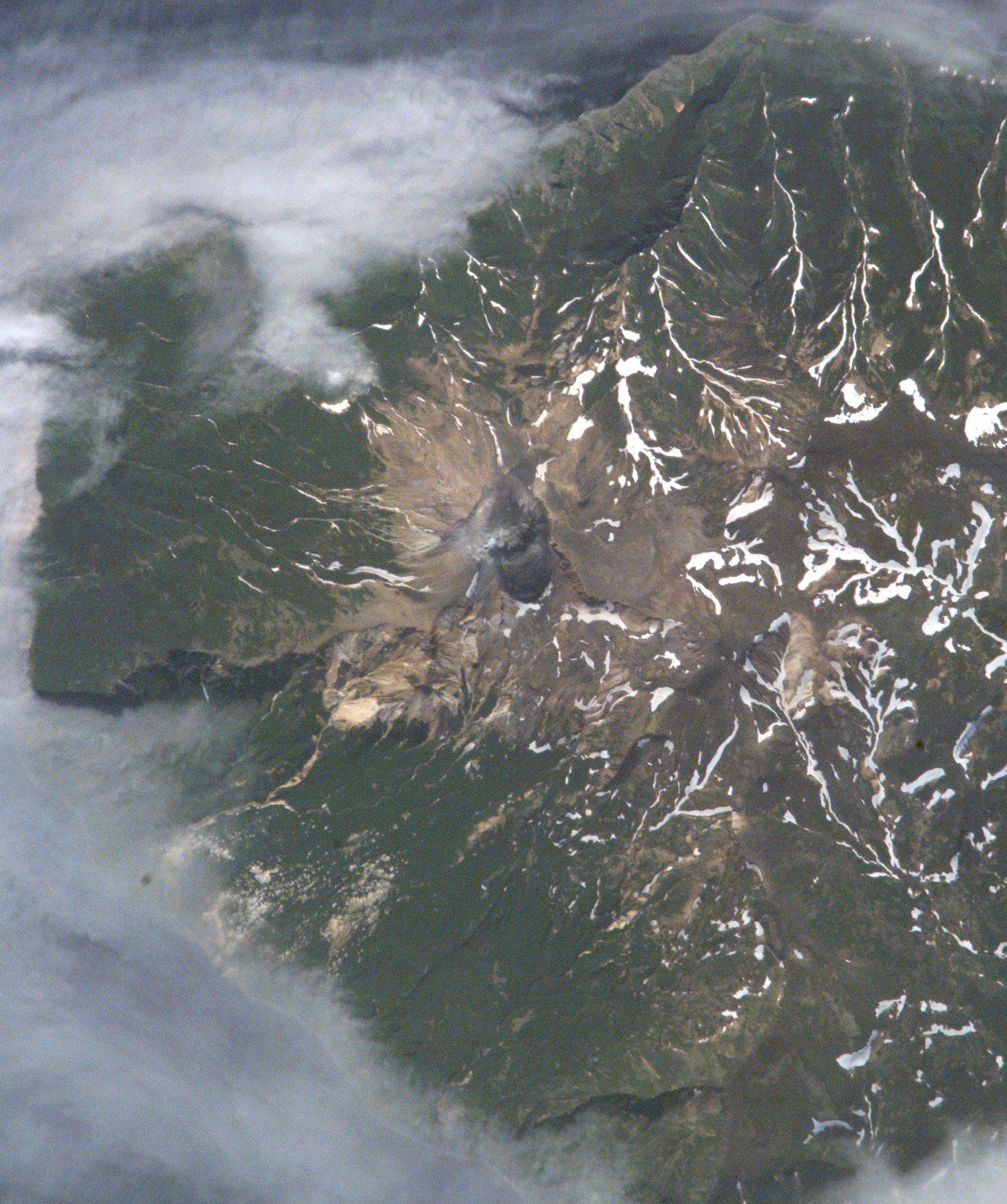

시나르카산(Sinarka)은 해발 934m의 시아시코탄섬을 구성하는 2개의 화산 중 하나이며 그중 북쪽에 있다. 1872년 대폭발한 기록이 있으며 성층화산이다.
남부에 있는 쿤토민타르산과 이어져 있다.